# Marian Washington
Marian Elizabeth Washington est une entraîneuse de basket-ball américaine née le 26 août 1946 à West Chester en Pennsylvanie.
Elle a entraîné pendant plus de trente ans les Jayhawks, l'équipe de basket-ball féminin à l'université du Kansas et a été entraîneuse adjointe de l'équipe olympique des États-Unis qui a remporté la médaille d'or en 1996.
Introduite au Women's Basketball Hall of Fame en 2004, elle figure dans la liste des douze finalistes pour entrer au Hall of Fame en 2023.

## Biographie
Marian Washington est née le 26 août 1946 à West Chester en Pennsylvanie. Elle étudie au lycée Henderson où elle pratique sept sports différents avant de poursuivre son cursus à l'université de West Chester. Elle joue alors dans l'équipe de basket-ball, entraînée par Carol Eckman.

### Jayhawks du Kansas
Marian Washington entraîne les Jayhawks, l'équipe de basket-ball féminin à l'université du Kansas entre 1973 et 2004. Avec elle, l'équipe participe onze fois au tournoi de la NCAA, atteignant les Sweet 16 à deux reprises. Elle est nommée entraîneuse de l'année de la conférence à trois reprises, remportant le trophée d'entraîneuse de l'année du Big Eight en 1992 et 1996 et celui de l'entraîneuse de l'année du Big 12 en 1997.
Elle est également directrice des sports pour les femmes à l'Université du Kansas de 1974 à 1979. Elle ouvre la voie aux femmes noires dans le domaine de l'athlétisme.

### USA Basketball
Marian Washington est sélectionnée pour représenter les États-Unis au championnat du monde de 1971 à Sao Paulo, au Brésil. Elle est alors l'une des deux premières afro-américaines à participer à une compétition internationale avec les États-Unis.
En 1982, elle entraîne la sélection américaine à la R. William Jones Cup à Taiwan. L'équipe remporte la médaille d'argent avec un bilan de sept victoires pour une défaite.
En 1996, elle remporte la médaille d'or aux Jeux Olympiques d'Atlanta en tant qu'entraîneuse adjointe de l'équipe des États-Unis.

## Distinctions
Marian Washington est introduite au Women's Basketball Hall of Fame en 2004. Le 17 février 2023, elle figure dans la liste des douze finalistes pour entrer au Basketball Hall of Fame aux côtés de Jennifer Azzi, Becky Hammon et Tony Parker,.